# Enchrysa
Enchrysa är ett släkte av fjärilar. Enchrysa ingår i familjen stävmalar.
Kladogram enligt Catalogue of Life:
| Enchrysa | \| \| Enchrysa dissectella \| \| \| \| \| \| Enchrysa youngella \| \| \| \| |
|          | \| \| Enchrysa dissectella \| \| \| \| \| \| Enchrysa youngella \| \| \| \| |
|          | Enchrysa dissectella                                                        |
|          |                                                                             |
|          | Enchrysa youngella                                                          |
|          |                                                                             |